# Château d'Heudicourt
Le château d'Heudicourt est une demeure datant du XVIe siècle, qui se dresse sur le territoire de la commune française d'Heudicourt dans le département de l'Eure, en région Normandie.
Le château est classé au titre des monuments historiques.

## Localisation
Le château est situé, à proximité de l'église Saint-Sulpice, sur la commune d'Heudicourt, dans le département français de l'Eure.

## Historique

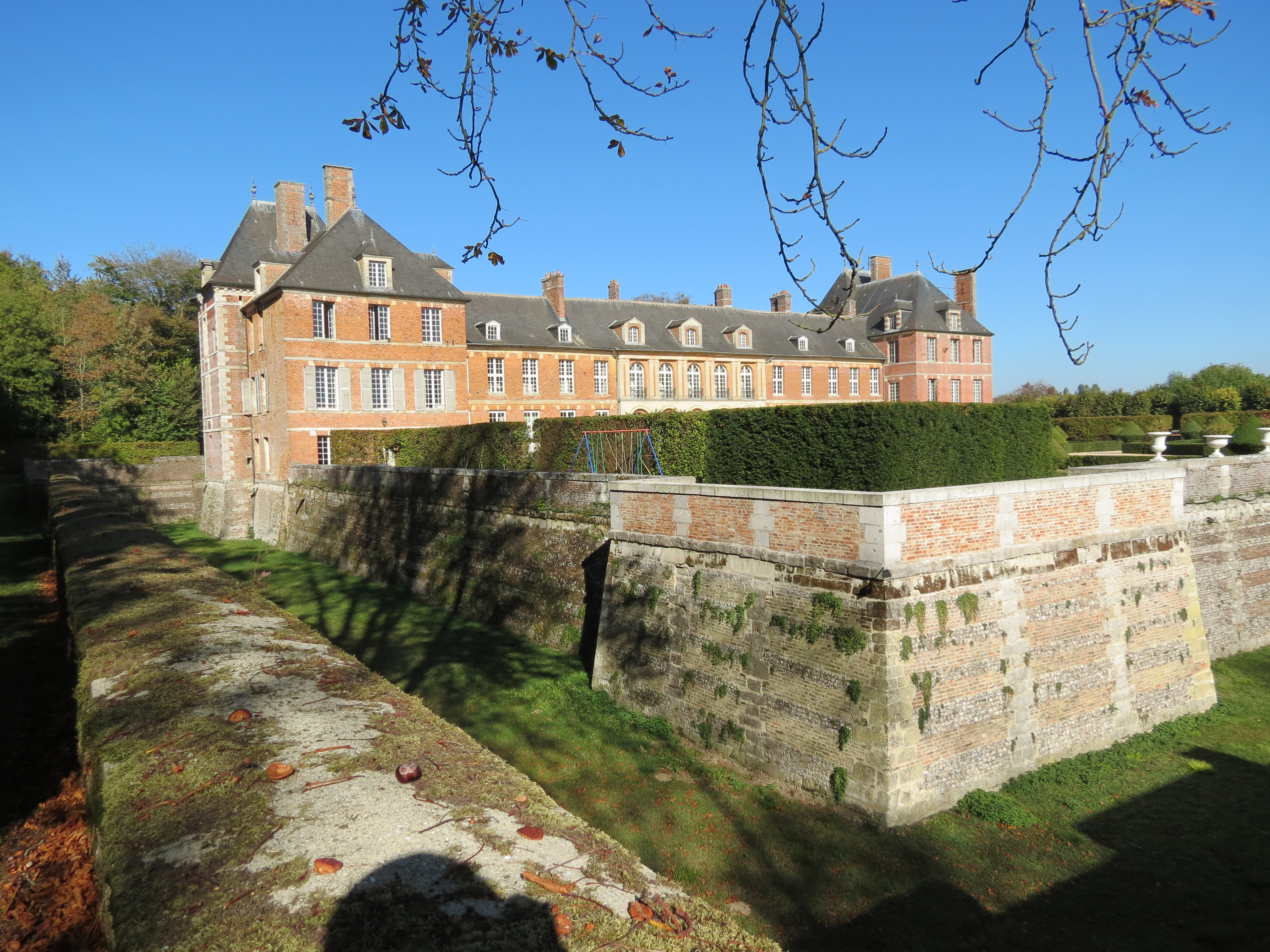
Le château et les douves.

Sur son emplacement actuel s'élevait, à l'époque de Dagobert, selon la tradition, un rendez-vous de chasse. Le château actuel fut construit par Michel (I) Sublet, intendant du maréchal de Joyeuse, et dont le père, originaire de Blois avait acquis le domaine en 1574.
Après la mort de Michel Sublet, son petit-fils prénommé également Michel (II), lieutenant général et gouverneur de Landrecies, acheva le château vers 1660. Il mourut en 1665. Son fils aîné, Michel (III) épousa en 1666 Bonne de Pons, nièce du maréchal d'Albret, amie intime de Madame de Maintenon, et obtint la charge de grand louvetier de France (par le crédit de celle-ci ?). Un tableau de Mignard, conservé au château, les représente ensemble, mais Saint-Simon n'en fait pas un portrait flatteur. Il fut titré marquis d'Heudicourt, servit longtemps dans les armées (jusqu'en 1684) et mourut en 1720 en son château.
La propriété échut ensuite au fils de Michel Sublet, Pons Auguste (+ en 1748, aussi grand Louvetier, charge qu'il laissa à son gendre Belsunce mais en gardant les appointements), connu pour "son esprit, ses saillies, sa méchanceté" et ses chansons piquantes, mais "ivrogne à l'excès" (selon Saint-Simon) ; puis le château revint à sa fille unique, Alexandrine (1721-1803), devenue en 1736 (à 15 ans) Madame de Belzunce, marquise de Castelmoron, aussi jolie et charmante que son père était laid. Elle eut un fils resté unique. Veuve à vingt ans, elle fut dame de compagnie de madame Adélaïde (fille de Louis XV) et attira, dit-on, l'attention du Roi et celle du Dauphin. 
La Révolution fit du château une prison, et en 1798, madame de Belzunce céda le domaine à quatre notables parisiens. Elle mourut à Gournay-en-Bray en 1803. Un an plus tard, les quatre propriétaires vendirent leur bien à Martin-Roch-Xavier Estève, qui était trésorier du Gouvernement, et venait du Languedoc. Il entreprit la restauration du château en relevant les douves et le pont d'entrée, et en arasant les ailes latérales qui tombaient en ruine.
Martin Estève qui avait été promu trésorier général de la Couronne fut fait comte de l'Empire en 1809 par Napoléon. Mais en 1811, à la suite d'une querelle avec l'Empereur, il donna sa démission et se retira dans ses terres d'Heudicourt.
La famille Estève est actuellement toujours propriétaire du domaine.

## Description
Le château est bâti en briques et en pierre, avec des toitures en ardoise.
À l'origine, la construction comprenait quatre corps de bâtiments disposés autour de la cour d'honneur actuelle, cantonnés de pavillons carrés, et isolés par de profonde douves sèches. De nos jours, seul subsiste le corps de logis principal, rebâti au XVIIIe siècle et pourvu d'un avant-corps de style néoclassique par le comte Martin-Roch Estève

## Protection
Le château, y compris la cour d'honneur, les douves et les jardins sont classés au titre des monuments historiques par arrêté du 17 octobre 1966 ,.

## Le parc
Le parc de 14 hectares est d'inspiration classique. Ses plans ont été dessinés à la fin du XVIIe siècle, avec bosquets, allées en étoile, théâtre de verdure, perspectives vers la campagne environnante protégées par les sauts-de-loup.
Au XIXe siècle, un jardin de plantes médicinales avait été aménagé pour fournir en simples la pharmacie du château.
La tempête de 1999 a provoqué la chute des alignements anciens et des grands cèdres plantés à proximité du château. Ceux-ci ont été reconstitués par la plantation de plusieurs centaines d'arbres et essences diverses.